# 搗宮姬奈
山田姫奈（日语：／ Yamada Himena，舊藝名為搗宮姫奈（日语：／ Tsukimiya Himena，1996年11月16日—），日本女演員、模特兒，出生於愛知縣，曾是avex management和FIT藝能事務所旗下藝人。現屬METEORA。

## 經歷
2015年5月黃金周，搗宮參加了名為「Girls Award 2015 SS」的時尚秀和音樂會。並在智能手機選拔中脫穎而出獲得了大獎，正式開啟了她的演藝生涯。同時，他也作為歌手活躍，曾在隸屬於愛貝克思管理接受過專業演唱訓練。2017年4月19日，搗宮在SHOWROOM上開始了自己的直播節目。
2019年，她首次作為主演參與電影《爆裂魔神少女》的拍攝，由於從未接觸過行動指導，因此他在僅僅三個月內接受了特技家坂口拓的指導。並因此將坂口視為自己的導師。同年9月，她登上了小學館出版的《Big Comic Spirits》雜誌第40期的封面，並擔任了看板模特的工作。
2023年7月，她在圓谷製作的特攝劇《超人力霸王布雷薩》中出演女主角蒼邊惠美隊員。
2024年2月27日的管理合約因FIT藝能事務所及其關聯公司破產而終止。並以自行設立的公司White Monkey作為臨時聯絡點。
2024年7月7日，她宣布自己屬於METEORA，並將藝名改為真名「山田姬奈」。

## 出演

### 模特
- CanCam
  - 2018年1月號登載
  - it girl（イットガール）WEB連載
- 神戶コレクション2017 A/W
- 問答解惑！女孩子肖像實踐指南（玄光社MOOK）

### 電視劇
- JK是雪女（日语：JKは雪女）（2015年9月28日 - 10月19日、毎日放送） - 青木雙葉 役
- 下町火箭（2015年10月18日 - 12月20日、TBS）
- 我和我的麻吉妹妹（2016年、朝日放送）
- 最後的晚餐 第4話・第5話（2018年2月2日・9日、BS东视） - 淡海純佳 役
- 3年A班－從此刻起，大家都是我的人質－（2019年1月6日 - 3月10日、日本電視台） - 河合未來 役[8]
- Strawberry Night Saga（日语：ストロベリーナイト・サーガ） 第7話・第8話（2019年5月23日・30日、富士電視台） - 柳井千惠 役
- 戀愛病與野郎（日语：組恋の病と野郎組） 第7話（2019年8月31日、BS日本電視台）
- 磯野家的人們〜20年後的小澤家的海螺小姐〜（2019年11月24日、富士電視台）
- 敬司與賢司〜所轄與地檢的24小時（日语：〜ケイジとケンジ〜所轄と地検の24時〜） 第9話（2020年3月12日、朝日電視台） - 金井裕子 役[9]
- 行動心理捜查官・楯岡繪馬（日语：行動心理捜査官・楯岡絵麻） Season2 第7話（2020年5月23日、BS東視） - 谷本紗里 役
- Switch（2020年6月21日、朝日電視台）
- 超人力霸王Blazar（2023年7月8日 - 2024年1月20日、東京電視台） - 蒼邊惠美 役[10][11]
- ANTI HERO（2024年4月14日 - 、TBS）- 守屋瀨奈 役[12]

### 電影
- 咲-Saki-（2017年2月3日、Presidio） - 永森和子 役
  - Red Blade（2018年12月15日）[13]
- 飛翔吧！埼玉（2019年2月22日） - A組女子 役
- 爆裂魔神少女（日语：爆裂魔神少女 バーストマシンガール）（2019年11月22日） - 主演・亞美 役[14]
- Bittersand（日语：Bittersand）（2021年6月25日） - 宮本智惠 役[15]
- 超人力霸王布雷薩 THE MOVIE：大怪獸東京決戰（2024年2月23日）- 蒼邊惠美 役

### 網絡劇
- 3年A班：從現在起，是僅屬於你們的畢業典禮（2019年3月10日・17日、Hulu） - 河合未來 役[16]
- 暴力無雙（2021年1月24日、Xstream46） - 尼德爾 役[17]

### 綜藝節目
- UTAGE!（日语：UTAGE!）（2015年、TBS）

### 舞台劇
- 舞台劇「清白如水〜我們的1945〜」（2017年） - A組
- 平成時代劇 片肌★倶利伽羅紋紋一座
  - 「ざ★くりもん」第十七回本公演（2016年）
  - 「ざ★くりもん」『吉原端唄』（2017年）
- SAB-on Produce『徒桜〜阿妮策拉〜（日语：徒桜〜阿妮策拉〜）』（2018年）
- SEPT×『鬼步樂隊！ 』（2018年） - 荒川翔子 役
- MIRRORION（2018年） - 露 役
- 音樂劇「惡之系列」（2019年4月6日 - 14日、充滿活力） - 夏爾忒 役[18]
- 荻窪的女孩「現場偷偷偷摸茨城蘇珀茲」（2019年） - 主演
- 從地圖消失的兔子島（2019年12月19日 - 23日、武藏野藝能劇場） - 女主角・螢 役[19]
- 真・三國無雙 20週年紀念公演 『舞台 真・三國無雙 〜赤壁之戰IF〜』（2020年8月20日 - 24日、日本青年館Hall） - 孫尚香 役
- 真・三國無雙 〜荊州爭奪戰IF〜（2021年9月3日 - 8日、EX THEATER ROPPONGI）[20]
- SEPT Vol.10 ReAnimation ReUnion｜ReVise（2021年5月21日 - 30日、國民共済 coop Hall/Space Zero）[21]
- 本能寺奧特羅（2022年1月7日 - 11日、Cofrelio新宿劇場）[22]

### 廣告
- USJ Death Note逃生遊戲（2016年）
- Twitter限定影片「Pocky，怎麼樣？」

### 音樂錄影帶
- 閃耀之夜（日语：ヒカレイノチ）（Kitri，2021年11月17日發布）[23]

## 外部連結
- 公式プロフィール （页面存档备份，存于） - フィット
- 搗宮姬奈的X（前Twitter）
- 搗宮姬奈的Instagram帳戶
- 搗宮姫奈オフィシャルブログ「ひめなとあなたの3行日記」的Ameba部落格（日語）
- CanCam it girl 搗宮姫奈 （页面存档备份，存于）
- himeroom的SHOWROOM專頁
- bilibili上的山田姬奈